# Arquebisbat d'Esztergom-Budapest
L'arquebisbat d'Esztergom-Budapest (hongarès: Esztergom-Budapesti Főegyházmegye; llatí: Archidioecesis Strigoniensis-Budapestinensis) és una seu metropolitana de l'Església catòlica. El 2013 tenia 1.254.000 batejats d'un total de 2.088.000 habitants. L'arquebisbe d'Esztergom-Budapest té el títol de Primat d'Hongria. Des del 2002 està regida per l'arquebisbe cardenal Péter Erdő.

## Territori

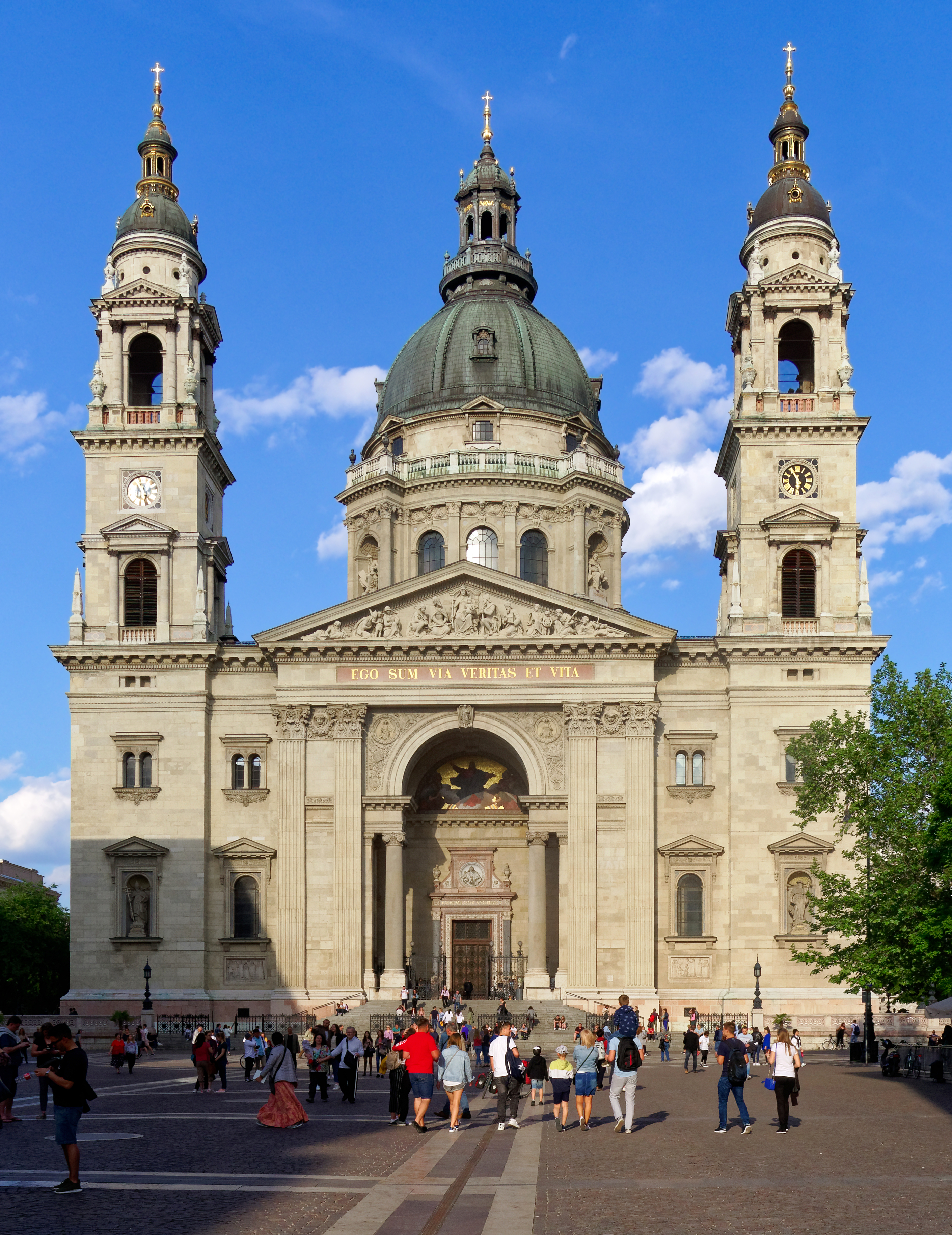
La basílica cocatedral de Sant Esteve de Budapest.

La seu arxiepiscopal és la ciutat d'Esztergom i comprèn, a més d'Esztergom i de gran part de Budapest, el territori entre ambdues ciutats.
A Esztergom es troba la catedral de Nostra Senyora i de Sant Adalbert. A Budapest s'erigeix la cocatedral de Sant Esteve.
El territori s'estén sobre 1.543 km² i està dividit en 188 parròquies.

## Història
L'arxidiòcesi d'Esztergom va ser erigida al segle xi.
El 1227 l'arquebisbe Róbert, conjuntament amb el rei Andreu II d'Hongria, fundà la nova diòcesi de Milcovia a l'orient del territori hongarès, a la regió històrica de Moldàvia, llavors habitada pels Cumani. La diòcesi va ser suprimida durant el segle xvi. Entre 1543 i 1820 la residència episcopal era a Trnava, a l'actual Eslovàquia.
El 13 de març de 1776 el territori septentrional va ser reorganitzat i es van crear tres nous bisbats: bisbat de Banská Bystrica, de Rožňava i de Spiš.
El 8 de juny de 1912 cedí la parròquia de ritu bizantí de Budapest per tal que s'erigís l'eparquia de Hajdúdorog.
En acabar la Primera Guerra Mundial, el territori de la diòcesi va ser dividit entre Hongria i Txecoslovàquia. El 29 de maig de 1922 el territori txecoslovac de l'arxidiòcesi va ser constituït en l'administració apostòlica de Trnava (avui arquebisbat de Trnava).
El 31 de maig de 1993, mitjançant la butlla Hungarorum gens del papa Joan Pau II, adquirí una part del territori del bisbat de Vác, amb la ciutat de Pest, i va rebre el nom actual d'arxidiòcesi d'Esztergom-Budapest.

## Episcopologi
- Domonkos I † (1000 - 1002)
- Sebestyén † (1002 - 1007)
- Asztrik, O.S.B. † (1007 - 1036)
- Domonkos II † (inicis de 1037 - 1046)
- Benedek † (1046 - finals de 1055)
- Dezső Dersfi † (1067 - 1075)
- Nehemiás † (1075 - 1077 mort)
- Dezső † (1078 - 1084 o 1085 mort)
- Acha † (1085 - ?)
- István † (1093 - ?)
- Szerafin † (1095 - 1104 mort)
- Lőrinc † (1105 - 1118 mort)
- Marcell † (vers 1119 - finals de 1124)
- Felicián † (1127 - 1139 mort)
- Makár † (1142)
- Kökényes † (vers 1146)
- Martyrius † (1151 - 27 d'abril de 1161 mort)
- Lukács Bánfi † (1161 - 1181 mort)
- Miklós † (1181 - 1183)
- Jób Tudós † (1185 - 1204 mort)
- Ugrin Csák † (1204 - ?)
- Johanes von Meran † (6 d'octubre de 1205 - 1223 mort)
- Róbert † (13 de març de 1226 - 1238 mort)
- Rátót o Mátyás † (6 de març de 1240 - 1241 mort)
- István Báncsa † (7 de juliol de 1243 - de desembre de 1251 nomenat cardenal bisbe de Palestrina)
  - István Báncsa † (31 de desembre de 1252 - 7 de juny de 1253 renuncià) (per segona vegada, administrador apostòlic)
- Benedek † (25 de febrer de 1254 - 1260)
- Fülöp Szentgróti † (11 de gener de 1262 - vers 1273 mort)
  - Benedek † (1274 - 1276) (només nomenat pel capítol)
  - Miklós † (1277 - 1278) (no confirmat)
- Lodomer Vázsony (o Monoszló?) † (1 de juny de 1279 - 1297 mort)
- Gergely Bicskei † (28 de gener de 1299 - 11 d'octubre de 1303 mort)
- Mihály Bői † (4 de novembre de 1303 - vers 1304 mort)
- Tamás † (31 de gener de 1306 - vers 1321 mort)
- Bolesław Piast † (2 d'octubre de 1321 - vers 1328 mort)
  - Miklós Dörögdi † (vers 1329 - 1330 renuncià) (bisbe electe)
- Csanád Telegdi † (17 de setembre de 1330 - 1349 mort)
- Miklós Vásári † (11 de gener de 1350 - 1358 mort)
- Miklós Keszei † (8 d'octubre de 1358 - de juny de 1366 mort)
- Tamás Telegdi † (10 de febrer de 1367 - 1375 mort)
- János De Surdis † (23 de gener de 1376 - 1378)
- Demeter Vaskúti † (1378 - 11 de gener de 1381 nomenat administrador apostòlic)
  - Demeter Vaskúti † (11 de gener de 1381 - 20 de febrer de 1387 mort) (per segona vegada, administrador apostòlic)
- János Kanizsai † (25 d'octubre de 1387 - 30 de maig de 1418 mort)
  - Georg von Hohenlohe † (22 de desembre de 1418 - 8 d'agost de 1423 mort) (administrador apostòlic)
- János Borsnitz † (27 de març de 1420 - 1423 mort)
- György Pálóczi † (10 de novembre de 1423 - 1439 mort)
- Dénes Szécsi † (15 de febrer de 1440 - 1 de febrer de 1465 mort)
- János Vitéz † (11 de maig de 1465 - 11 d'agost de 1472 mort)
- Johann Beckenschlager † (15 de març de 1474 - 20 de desembre de 1484 nomenat arquebisbe de Salzburg)
  - Joan de Nàpols † (20 de desembre de 1484 - 17 d'octubre de 1485 mort) (administrador apostòlic)
- Ippolito d'Este † (21 de maig de 1487 - 20 de desembre de 1497 nomenat arquebisbe d'Eger)
- Tamás Bakócz † (20 de desembre de 1497 - 15 de juny de 1521 mort)
- György Szatmári † (18 de maig de 1523 - 7 d'abril de 1524 mort)
- László Szalkay † (6 de maig de 1524 - 29 d'agost de 1526 mort)
- Pau Várdai † (1526 - 12 d'octubre de 1549 mort)
- Giorgio Martinuzzi, O.S.P.P.E. ? † (1551 - 17 de desembre de 1551 mort)
- Miklós Oláh † (3 d'agost de 1554 - 14 de gener de 1568 mort)
- Antal Verancsics † (27 de setembre de 1570 - 15 de juny de 1573 mort)
  - Miklós Telegdy † (1580 - 22 d'abril de 1586 mort) (administrador apostòlic)
- István Fehérkövy † (7 de juny de 1596 - 20 de novembre de 1596 mort)
- János Kutassy † (4 de juny de 1599 - 16 de novembre de 1601 mort)
  - István Szuhay † (1601 - 1607) (administrador apostòlic)
- Ferenc Forgách † (5 de novembre de 1607 - 16 d'octubre de 1615 mort)
- Péter Pázmány, S.J. † (28 de novembre de 1616 - 19 de març de 1637 mort)
- Imre Lósy † (16 de novembre de 1637 - 9 de febrer de 1642 mort)
- György Lippay Zombori † (4 de desembre de 1645 - 3 de gener de 1666 mort)
- György Szelepcsényi † (22 d'agost de 1667 - 10 o 11 de gener de 1685 mort)
- György Széchényi † (2 de setembre de 1686 - 18 de febrer de 1695 mort)
- Leopold Karl von Kollonitsch † (22 d'agost de 1695 - 20 de gener de 1707 mort)
- Christian August von Sachsen-Zeitz † (20 de gener de 1707 succeduto - 23 d'agost de 1725 mort)
- Imre Esterházy, O.S.P.P.E. † (17 de març de 1727 - 6 de desembre de 1745 mort)
- Miklós Csáky † (15 de novembre de 1751 - 31 de maig de 1757 mort)
- Ferenc Barkóczy † (13 de juliol de 1761 - 18 de juny de 1765 mort)
- József Batthyány † (20 de maig de 1776 - 23 d'octubre de 1799 mort)
- Carles Ambròsio d'Hasburg-Este † (16 de març de 1808 - 2 de setembre de 1809 mort)
  - Sede vacante (1809-1819)

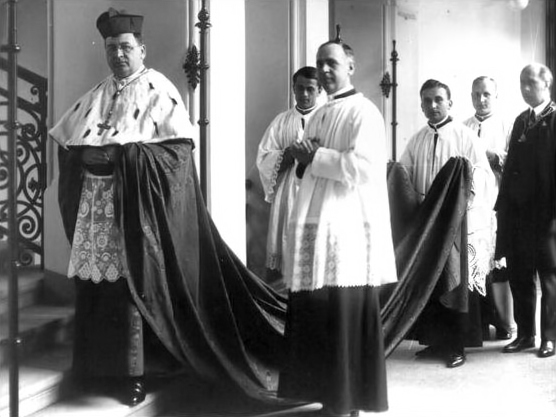
Jusztinián György Serédi (arquebisbe 1927-1945) amb la cappa magna

- Alexander Rudnay Divékújfalusi † (17 de desembre de 1819 - 13 de setembre de 1831 mort)
  - Sede vacante (1831-1838)
- József Kopácsy † (15 de desembre de 1838 - 18 de setembre de 1847 mort)
- János Hám † (1848 - 1849)
- Ján Krstiteľ Scitovský † (28 de setembre de 1849 - 19 d'octubre de 1866 mort)
- János Simor † (22 de febrer de 1867 - 23 de gener de 1891 mort)
- Kolos Ferenc Vaszary, O.S.B. † (13 de desembre de 1891 - 12 de novembre de 1913 jubilat)
- János Csernoch † (13 de desembre de 1912 - 25 de juliol de 1927 mort)
- Jusztinián György Serédi, O.S.B. † (30 de novembre de 1927 - 29 de març de 1945 mort)
- József Mindszenty † (2 d'octubre de 1945 - 18 de desembre de 1973 jubilat)
- László Lékai † (12 de febrer de 1976 - 30 de juny de 1986 mort)
- László Paskai, O.F.M. † (3 de març de 1987 - 7 de desembre de 2002 jubilat)
- Péter Erdő, des del 7 de desembre de 2002

## Demografia
A finals del 2013, la diòcesi tenia 1.254.000 batejats sobre una població de 2.088.000 persones, equivalent al 60,1% del total.
| any  | població  | població  | població | sacerdots | sacerdots       | sacerdots       | sacerdots             | diaques | religiosos | religiosos | parròquies |
| ---- | --------- | --------- | -------- | --------- | --------------- | --------------- | --------------------- | ------- | ---------- | ---------- | ---------- |
| any  | batejats  | total     | %        | total     | clergat secular | clergat regular | batejats por sacerdot | diaques | homes      | dones      |            |
| 1948 | 818.773   | 1.236.392 | 66,2     | 1.191     | 520             | 671             | 687                   |         | 453        | 2.451      | 167        |
| 1970 | 750.000   | 1.710.000 | 43,9     | 632       | 512             | 120             | 1.186                 |         | 130        | 20         | 162        |
| 1980 | 798.000   | 1.920.000 | 41,6     | 402       | 402             |                 | 1.985                 |         | 20         | 20         | 158        |
| 1990 | 949.115   | 1.541.973 | 61,6     | 405       | 308             | 97              | 2.343                 |         | 167        | 39         | 154        |
| 1999 | 1.258.000 | 2.094.000 | 60,1     | 461       | 267             | 194             | 2.728                 | 13      | 280        | 714        | 149        |
| 2000 | 1.258.000 | 2.094.000 | 60,1     | 388       | 269             | 119             | 3.242                 | 14      | 241        | 768        | 149        |
| 2001 | 1.258.000 | 2.094.000 | 60,1     | 359       | 239             | 120             | 3.504                 | 15      | 255        | 723        | 149        |
| 2002 | 1.258.000 | 2.930.000 | 42,9     | 358       | 234             | 124             | 3.513                 | 17      | 173        | 699        | 149        |
| 2003 | 1.258.000 | 2.094.000 | 60,1     | 369       | 245             | 124             | 3.409                 | 17      | 173        | 699        | 151        |
| 2004 | 1.258.000 | 2.094.000 | 60,1     | 370       | 260             | 110             | 3.400                 | 16      | 155        | 664        | 151        |
| 2006 | 1.264.867 | 2.100.000 | 60,2     | 398       | 230             | 168             | 3.178                 | 19      | 224        | 551        | 152        |
| 2013 | 1.254.000 | 2.088.000 | 60,1     | 443       | 262             | 181             | 2.830                 | 23      | 254        | 480        | 188        |